# 노르베르트 호퍼
노르베르트 게르발트 호퍼(독일어: Norbert Gerwald Hofer, 1971년 3월 2일 ~ )는 오스트리아 자유당 소속의 정치인이다. 2013년 마르틴 그라프의 뒤를 이어 오스트리아 국민의회 제3의장 자리에 앉았다.
호퍼는 2016년 4~5월 치러지는 대선에서 자유당 후보로 출마하였다. 투표에서 36.4% 득표율로 1위를 기록하며 극우 정당 후보로서 오스트리아 첫 대통령이 될 기회를 얻었다. 이 일은 국내외에 큰 파장을 불러일으켰는데, 경기침체로 인해 고조된 반난민 정서가 한몫했기 때문으로 분석된다. 그러나 첫 투표에서 과반 득표자가 나오지 않으면 1위와 2위 후보끼리 2차 투표를 치르는 오스트리아 선거 규정에 따라, 20.3% 득표율로 2위를 차지한 알렉산더 판데어벨렌 후보와 2차 투표를 치르게 되었다. 결과는 판데어벨렌이 50.3%, 호퍼가 49.7%를 득표함으로써 근소한 차로 호퍼의 패배로 끝났다. 호퍼 후보는 페이스북 계정에서 "매우 슬프다"며 패배를 받아들였다. 비록 패배로 끝났지만, 호퍼와 자유당의 약진은 우파 포퓰리즘의 득세를 보여줌으로써 서유럽 사회에 경고를 던졌다고 평가된다.
2019년 5월, 이비자 파문으로 사퇴한 이전 대표 하인츠크리스티안 슈트라헤 뒤를 이어 오스트리아 자유당의 대표를 맡게 되었다.

## 역대 선거 결과
| 선거명      | 직책명              | 대수 | 정당   | 1차 득표율 | 1차 득표수  | 2차(무효) 득표율 | 2차(무효) 득표수 | 재선거 득표율 | 재선거 득표수 | 결과 | 당락 |
| ----------- | ------------------- | ---- | ------ | ---------- | ----------- | ---------------- | ---------------- | ------------- | ------------- | ---- | ---- |
| 2016년 선거 | 오스트리아의 대통령 | 12대 | 자유당 | 35.05%     | 1,499,971표 | 49.65%           | 2,220,654표      | 46.21%        | 2,124,661표   | 2위  | 낙선 |

## 참고 자료
- 노르베르트 호퍼  - 공식 웹사이트
- 노르베르트 호퍼 - X
- 노르베르트 호퍼 - 페이스북